# Gina Rovere
Pour les articles homonymes, voir Rovère.
Gina Rovere, nom de scène de Regina Ciccotti, née le 5 mai 1936 à Rome, est une actrice italienne.

## Biographie
Gina Rovere apparaît comme second rôle au cinéma  dans une soixantaine de films (majoritairement italiens ou en coproduction), depuis Les Amants de Villa Borghese (coproduction franco-italienne, 1953, avec François Périer et Vittorio De Sica) jusqu'à Benedetta follia de Carlo Verdone (2018, avec le réalisateur et Ilenia Pastorelli).
Entretemps, elle joue dans Le Pigeon de Mario Monicelli (1958, avec Vittorio Gassman et Renato Salvatori), Don Camillo Monseigneur de Carmine Gallone (1961, avec Fernandel et Gino Cervi), Catch 22 de Mike Nichols (film américain, 1970, avec Alan Arkin et Martin Balsam), ou encore La vie est belle de Roberto Benigni (1997, avec le réalisateur et Nicoletta Braschi).
À la télévision italienne, Gina Rovere contribue à sept séries entre 1982 et 2017, dont un épisode en 2009 de Don Matteo, un sacré détective (avec Terence Hill dans le rôle-titre). 

## Filmographie partielle

### Cinéma
- 1953 : Les Amants de Villa Borghese (Villa Borghese) de Gianni Franciolini : une candidate au concours de beauté
- 1957 : Souvenirs d'Italie (Souvenir d'Italie) d'Antonio Pietrangeli : la prostituée interpellant Margaret
- 1957 : Roland, prince vaillant (Orlando e i Paladini di Francia) de Pietro Francisci : Fiamma
- 1957 : Pères et Fils (Padre e figli) de Mario Monicelli : une amie de Vezio Bacci
- 1958 : Les Travaux d'Hercule (Le fatiche di Ercole) de Pietro Francisci : la première amazone
- 1958 : Le Pigeon (I soliti ignoti) de Mario Monicelli : Teresa, la femme de Tiberio
- 1958 : Les Époux terribles (Nata di marzo) d'Antonio Pietrangeli : une prostituée
- 1959 : La cambiale de Camillo Mastrocinque : Lola Capponi
- 1959 : L'Enfer dans la ville (Nella città l'inferno) de Renato Castellani : Delia
- 1960 : Adua et ses compagnes (Adua e le compagne) d'Antonio Pietrangeli : Caterina « Milly » Zellero
- 1960 : Larmes de joie (Risate di gioia) de Mario Monicelli : Mimì
- 1961 : La Vengeance d'Ursus (La vendetta di Ursus) de Luigi Capuano : Lidia
- 1961 : Don Camillo Monseigneur (Don Camillo monsignore... ma non troppo) de Carmine Gallone : Gisella Marasca
- 1962 : Un dimanche d'été (Una domenica d'estate) de Giulio Petroni : Maria
- 1962 : Un beau châssis (I motorizzati) de Camillo Mastrocinque : Elisa
- 1963 : Avventura al motel de Renato Polselli : Dolores
- 1965 : James Tont operazione U.N.O. de Bruno Corbucci : Narda
- 1965 : Squillo de Mario Sabatini
- 1965 : L'Amant paresseux (Il morbidone) de Massimo Franciosa : Sœur Gertrude, l'infirmière
- 1965 : Le Boeing décolle à seize heures (Il segreto del vestito rosso) de Silvio Amadio
- 1967 : Dieu pardonne... moi pas ! (Dio perdona... io no !) de Giuseppe Colizzi : Rose
- 1970 : Catch 22 (Catch-22) de Mike Nichols : la prostituée avec Nately
- 1971 : L'Amour de gré ou de force (Per amore o per forza) de Massimo Franciosa
- 1974 : Dernier Tango à Zagarol (Ultimo tango a Zagarol) de Nando Cicero : Margherita
- 1976 : Cœur de chien (Cuore di cane) d'Alberto Lattuada : Darja Petrovna
- 1981 : La Dame aux camélias (La storia vera della signora dalle camelie) de Mauro Bolognini
- 1985 : Le Pigeon vingt ans après (I soliti ignoti vent'anni dopo) d'Amanzio Todini (it)
- 1989 : Mortacci de Sergio Citti
- 1996 : Giovani e belli de Dino Risi : Astoria
- 1997 : La vie est belle (La vità è bella) de Roberto Benigni : la femme de chambre de Dora
- 2012 : Colpi di fulmine de Neri Parenti : Capatrice
- 2018 : Benedetta follia de Carlo Verdone : la mère de Letizia

### Télévision

#### Séries télévisées
- 2009 : Don Matteo, un sacré détective (Don Matteo), saison 7, épisode 16 Corsa contro il tempo de Giulio Base